# Olympia Fields
Olympia Fields är en ort (village) i Cook County, Illinois, USA. Folkmängden uppgick till 4 988 vid folkräkningen 2010. Olympia Fields är en sydlig förort till Chicago.